# 湮灭 (漫威宇宙)
湮灭（英語：Oblivion）是漫威漫画裡的一名神祇，5大神之一，在宇宙大爆炸時誕生，為一切与所有「不存在」和非现实的总和与实体化，没有实物性质，是5大神中最年轻，但最强的存在。